# Kliuci, Simferopol
Kliuci (în ucraineană Ключі) este un sat în comuna Perove din raionul Simferopol, Republica Autonomă Crimeea, Ucraina.

## Demografie
Componența lingvistică a localității Kliuci
     Rusă (74,05%)
     Tătară crimeeană (12,98%)
     Ucraineană (9,92%)
Conform recensământului din 2001, majoritatea populației localității Kliuci era vorbitoare de rusă (74,05%), existând în minoritate și vorbitori de tătară crimeeană (12,98%) și ucraineană (9,92%).